# Таскинбаев, Есен Таскинбаевич
Есен Таскинбаевич Таскинбаев (каз. Есен Тасқынбаев род. 10 марта 1932; Жылыойский район, Гурьевская область, Казахская ССР, СССР) — казахский советский партийный и государственный деятель. Председатель Гурьевского облисполкома (1977—1987), делегат XXV и XXVII съездов КПСС, делегат двух съездов КП Казахстана.

## Биография
Есен Таскинбаев Родился 10 марта 1932 г. в с. Жарчик Жылыойского р-на Гурьевской области.
В 1954 году окончил Московский нефтяной институт им. И.М. Губкина по специальности «Инженер-механик».
С 1954 года работал слесарем по ремонту бурового оборудования Кульсаринской конторы бурения, прорабом вышкомонтажного цеха, главным механиком конторы бурения пос. Кульсары.
С 1959 года главным механиком объединения «Кульсарынефть».
С 1964 года II секретарем, с 1965 года – I секретарем Гурьевского горкома партии Казахстана. 
С 1977 по 1987 годы Председатель Гурьевского облисполкома.
С 1987 года зам.председателя Гурьевского агропромышленного комитета по науке и учебным заведениям. 
С 1995 года персональный пенсионер Республики Казахстана.

## Выборные должности, депутатство
С 1971 по 1974 годы — Депутат Верховного Совета Казахской ССР VIII созыва, от Гурьевской области.
С 1975 по 1979 годы — Депутат Верховного Совета Казахской ССР IX созыва, от Гурьевской области.
С 1980 по 1984 годы — Депутат Верховного Совета Казахской ССР X созыва, от Гурьевской области.
С 1985 по 1989 годы — Депутат Верховного Совета Казахской ССР XI созыва, от Гурьевской области.
Делегат XXV и XXVII съездов КПСС, делегат двух съездов КП Казахстана.

## Награды и звания
- СССР
- 1966 — Медаль «За трудовую доблесть»
- 1970 — Медаль «В ознаменование 100-летия со дня рождения Владимира Ильича Ленина»
- 1971 — Орден Трудового Красного Знамени
- 1974 — Орден Октябрьской Революции
- 1980 — Орден Дружбы народов
- Медаль «За освоение целинных земель» (дважды)
- Медаль «Ветеран труда»
- Золотая медаль ВДНХ (дважды)
- Награждён Почётной грамотой Верховного Совета Казахской ССР (дважды)
- Заслуженный нефтяник СССР и Казахской ССР
- Отличник нефтяной промышленности СССР и Казахской ССР
- Казахстан
- 1999 — Орден Курмет за выдающиеся достижения в нефтяной промышленности Казахстана (1 сентября 1999 года)
- 2001 — Медаль «10 лет независимости Республики Казахстан»
- 2004 — Медаль «В ознаменование 100-летия железной дороги Казахстана»
- 2005 — Медаль «50 лет Целине»
- 2011 — Медаль «20 лет независимости Республики Казахстан»
- 2013 — Орден Парасат[1]
- 2022 (2 сентября) — Указом президента РК награждён орденом «Барыс» 3 степени.
- Награждён благодарственным письмом Президента Республики Казахстан
- Почётный гражданин Атырауской области, города Атырау, Жылыойского района и др.